# جوش تلمن

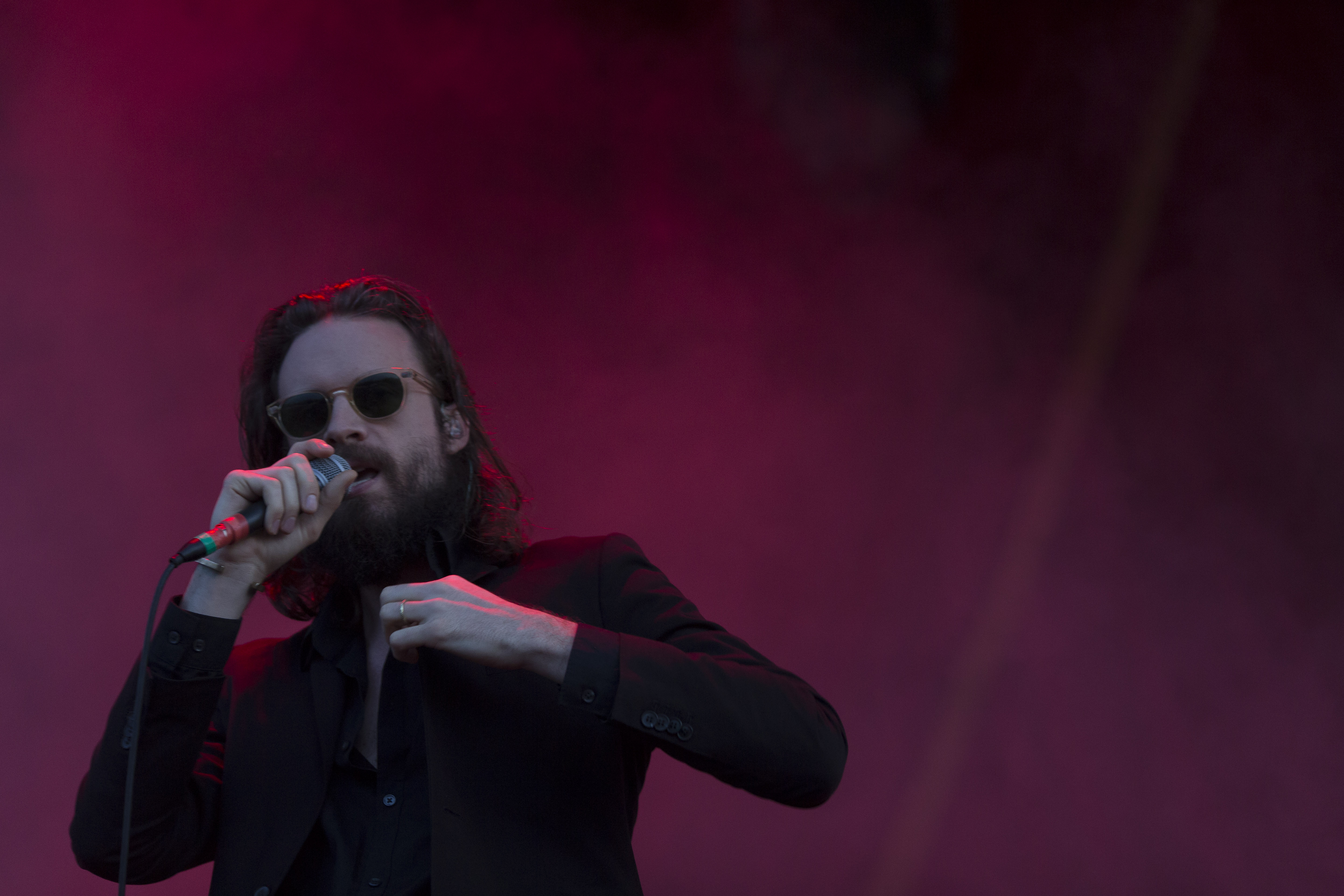
أداء فاذر جون مستي في مهرجان فارگراوندز ديسمبر 2015

جُوشُوا مَايكْلْ تِلْمَنْ Joshua Michael "Josh" Tillman (من مواليد 3 مايو 1981)، ويعرف أيضا باسم جاي تلمن J. Tillman ويشتهر كفنان باسم فاذر جون مِسْتِي Father John Misty، هو مغني وكاتب أغاني وعازف قيثارة وقارع طبول أميركي. وهو ينشر باستمرار منذ سنة 2004 أعمال سجلها منفردا، كان قد ساهم تلمن كعضو في فرق إندي روك عديدة مثل ساكسن شور وفليت فوكسز وجافرتيتيز نايل وپرلي گايتز ميوزك وسايبيريان وهارمار سوبپرستار وپور مون وفرق أخرى. وكان قد ساهم في ألبومات فنانين معاريف بما فيهم بيونسيه وليدي غاغا وكيد كودي ولانا دل راي وبوست مالون.

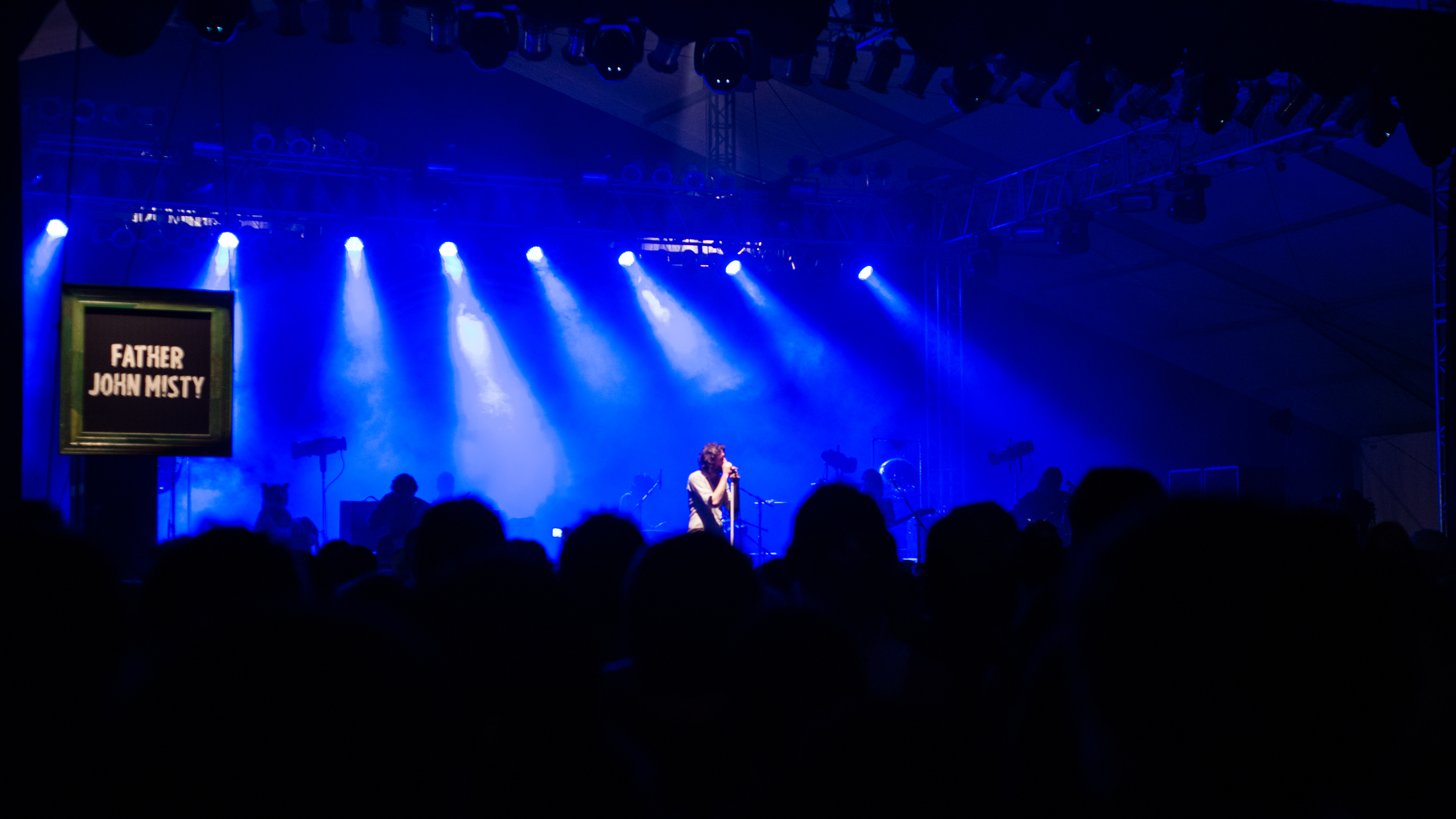
أداء فاذر جون مستي في مهرجان بونارو للموسيقى سنة 2013

## حياته الشخصية

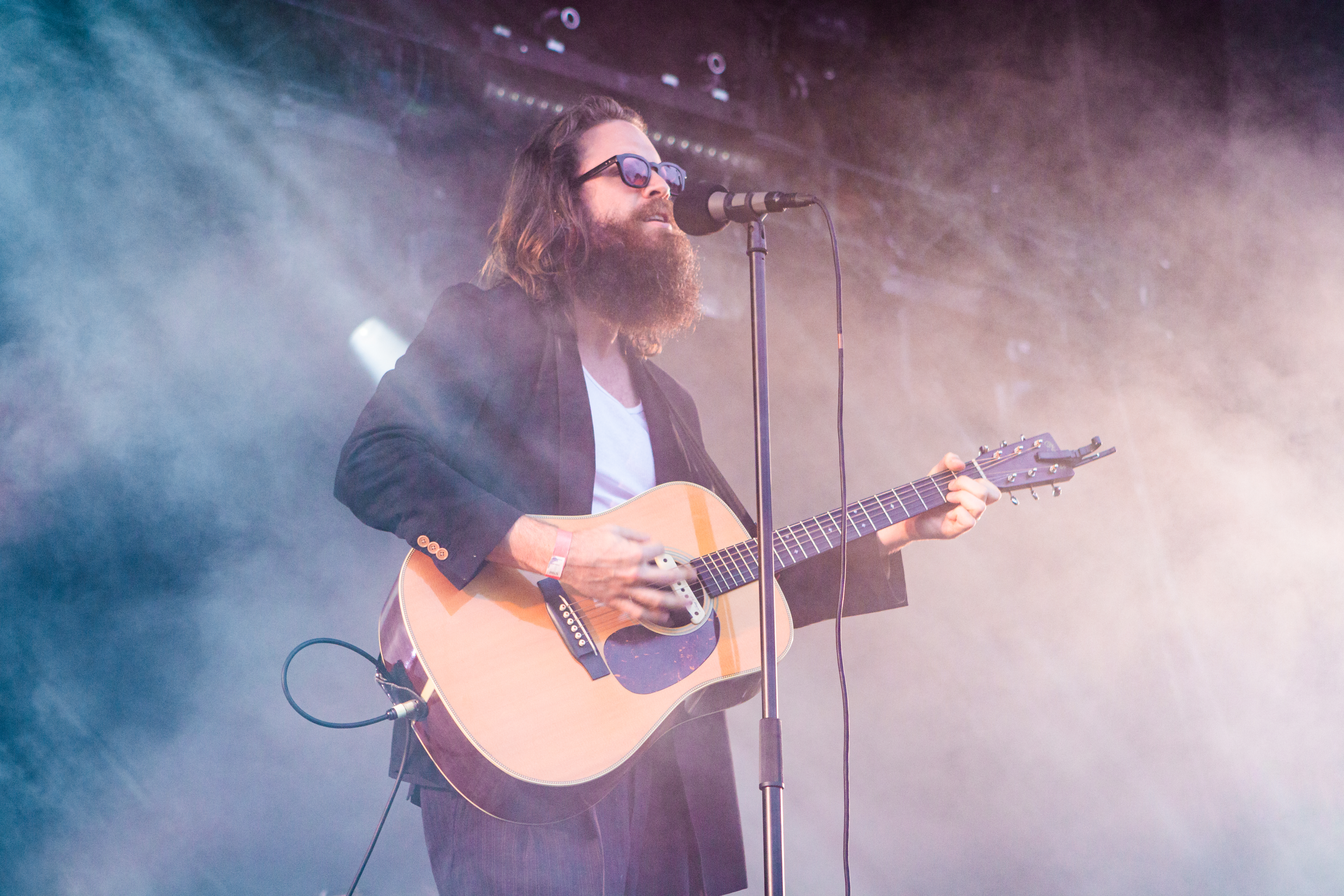
الأب جون ميستي على المسرح الرئيسي في مهرجان هالديرن بوب 2019

تلمن متزوج من المصورة إما إليزابيث تلمن Emma Elizabeth Tillman. تقابلا في مدينة لوس أنجلس الأميركية وتزوجا في بِگ سُر. كانا يسكنان في مدينة نيو أورلنز لفترة ما ولكنهما عادا إلى لوس أنجلس. تلمن كان قد سكن قبل ذلك في مدينة سياتل لعدة سنوات.
تلمن يعاني من اضطراب اكتئابي وقلق، ويعالج نفسه بجرع دقيقة من ثنائي إيثيل أميد حمض الليسرجيك.

## إصدارات
ألبومات ستوديو
مصدرة تحت اسم جاي تلمن
- Untitled No. 1 (2003)
- I Will Return (2004)
- Long May You Run, J. Tillman (2006)
- Minor Works (2006)
- Cancer and Delirium (2007)
- Vacilando Territory Blues (2009)
- Year in the Kingdom (2009)
- Singing Ax (2010)

مصدرة تحت فاذر جون مستي
- Fear Fun (2012)
- I Love You, Honeybear (2015)
- Pure Comedy (2017)

## روابط خارجية
- جوش تلمن على موقع IMDb (الإنجليزية)
- جوش تلمن على موقع ميوزك برينز (الإنجليزية)
- جوش تلمن على موقع ميوزك برينز (الإنجليزية)
- جوش تلمن على موقع رولينغ ستون (الإنجليزية)
- جوش تلمن على موقع أول ميوزيك (الإنجليزية)
- جوش تلمن على موقع أول ميوزيك (الإنجليزية)
- جوش تلمن على موقع ديسكوغز (الإنجليزية)
- جوش تلمن على موقع ديسكوغز (الإنجليزية)
- جوش تلمن على موقع قاعدة بيانات الفيلم (الإنجليزية)